# ARM11
ARM11 — семейство процессоров 32-битной RISC-архитектуры ARM, представленное 29 апреля 2002 года и использующее набор команд ARMv6.

## Основные особенности
Технологическая норма проектирования серийных моделей — 45 и 65 нм. Скорость вычислений одного ядра на частоте 1 ГГц составляет до 1238 Dhrystone MIPS. 
Характеризуется низким энергопотреблением (0,6 мВт/МГц при напряжении питания 1,2 В) .
Процессор имеет 8-стадийный (9-стадийный для ARM1156T2(F)-S) однопутный целочисленный вычислительный конвейер с 64-битным трактом, ограниченным внеочередным исполнением команд (в основном загрузки из памяти), предсказанием ветвлений. Кэш L1 имеет латентность в 2 такта, размер строки в 32 байта, четырёхпутную ассоциативность и ширину шины в 64 бита.

## Модификации
В семействе ARM11 выпускаются модификации процессоров:
- ARM1176JZ-S и ARM1176JZF-S, особенностью которых является наличие технологий: набор инструкций Java для ARM (Jazelle); аппаратный брандмауэр TrustZone, позволяющий блокировать нежелательные процессы; защита авторских прав; обновление прошивки посредством беспроводных каналов связи.
- ARM1176JZF: цифровой сигнальный процессор; модуль управления энергосбережением Intelligent Energy Manager, позволяющий экономить до 60 % электроэнергии.
- ARM1156T2-S: набор инструкций Thumb; шина высокой пропускной способности AMBA 3 AXI.
- ARM1156T2F-S: модуль вычислений с плавающей точкой.
- ARM1136J-S: набор инструкций ARMv6; набор инструкций Jazelle; набор инструкций Thumb; возможно наличие цифрового сигнального процессора (декодера MPEG4); шина данных AMBA 2 AHB.
- ARM11MPCore — многопроцессорная архитектура (до 4-х ARM11).